# Евдокимов, Иван Алексеевич
Иван Алексеевич Евдокимов (род. 20 октября 1955 года) — советский и российский учёный, специалист в области переработки вторичных ресурсов молочного сырья и мембранных технологий, член-корреспондент РАН (2022).

## Биография
Родился 20 октября 1955 года.
В 1978 году — окончил механико-технологический факультет Ставропольского политехнического института.
В 1986 году окончил аспирантуру ВНИИ молочной промышленности и защитил кандидатскую диссертацию, тема: «Центробежная очистка насыщенных растворов молочного сахара».
В 1998 году окончил докторантуру Ставропольского государственного технического университета и защитил докторскую диссертацию на тему «Научно-технические основы интенсивной технологии молочного сахара».
В 2000 году — присвоено учёное звание профессора.
С 1998 по 2012 годы — являлся заведующим кафедрой прикладной биотехнологии (ранее технологии молока и молочных продуктов) Северо-Кавказского государственного технического университета (СКФУ).
В 2012 году назначен директором Института живых систем СКФУ.
В августе 2013 года назначен на должность проректора по научной работе СКФУ.
В 2022 году — избран членом-корреспондентом РАН от Отделения сельскохозяйственных наук.

## Научная деятельность
Член редколлегий журналов: «Молочная промышленность» (ВАК РФ); «Техника и технология пищевых производств» (ВАК РФ, Scopus); «Пищевые системы (Food systems)»; «Современная наука и инновации» (ВАК РФ); «Переработка молока»; «Индустрия питания»; «Молочная река».
Под его руководством защищены 7 докторских и 41 кандидатская диссертации.

## Награды
- Премия Правительства Российской Федерации в области науки и техники (в составе группы, за 2001 год) — за разработку научных основ технологии и организацию производства отечественного пребиотика лактулозы для продуктов функционального питания и напитков нового поколения[1]
- Заслуженный работник высшей школы Российской Федерации (2014)
- Медаль «За доблестный труд» III степени Ставропольского края (2020)
- Заслуженный профессор Северо-Кавказского федерального университета (2015)
- лауреат Всероссийского конкурса «Элита молочного бизнеса Российской Федерации» (2011)
- Медаль Всероссийского конкурса имени Н. В. Верещагина «За выдающиеся заслуги в молочной отрасли» (2019)